# Heinrich Angst (bobsleigh)
Pour les articles homonymes, voir Heinrich Angst et Angst.
Heinrich Angst, né le 29 août 1915 et mort le 9 septembre 1989, est un bobeur suisse notamment champion du monde en 1954 et 1955 et champion olympique en 1956 en bob à quatre. Il est le frère du bobeur Max Angst.

## Biographie
Pendant sa carrière de bobeur, Heinrich Angst participe à deux éditions des Jeux olympiques. Il est quatrième aux Jeux olympiques d'hiver de 1948 à Saint-Moritz (Suisse) en bob à quatre. Aux Jeux olympiques d'hiver de 1956 organisés à Cortina d'Ampezzo en Italie, il est septième en bob à deux avec Franz Kapus et devient champion olympique en bob à quatre avec Robert Alt, Franz Kapus et Gottfried Diener. Aux championnats du monde, Angst remporte sept médailles au total. Il est médaillé d'argent en bob à deux et de bronze en bob à quatre en 1949 à Lake Placid, médaillé de bronze à quatre en 1950 à Cortina d'Ampezzo en et 1951 à L'Alpe d'Huez, médaillé d'or à quatre en 1954 à Cortina d'Ampezzo et en 1955 à Saint-Moritz et médaillé de bronze à deux en 1955 à Saint-Moritz.

## Palmarès

### Jeux Olympiques
- : médaillé d'or en bob à 4 aux JO 1956.

### Championnats monde
- : médaillé d'or en bob à 4 aux championnats monde de 1954 et 1955.
- : médaillé d'argent en bob à 2 aux championnats monde de 1949.
- : médaillé de bronze en bob à 4 aux championnats monde de 1949, 1950 et 1951.
- : médaillé de bronze en bob à 2 aux championnats monde de 1955.